# SdKfz 252半履带车
第252号特种车辆（德语：Sonderkraftfahrzeug 252，简称：Sd.Kfz. 252），又称轻型装甲弹药运输车（leichter gepanzerter Munitionskraftwagen），是纳粹德国在二战期间使用的一款轻型半履带装甲运输车。

## 历史

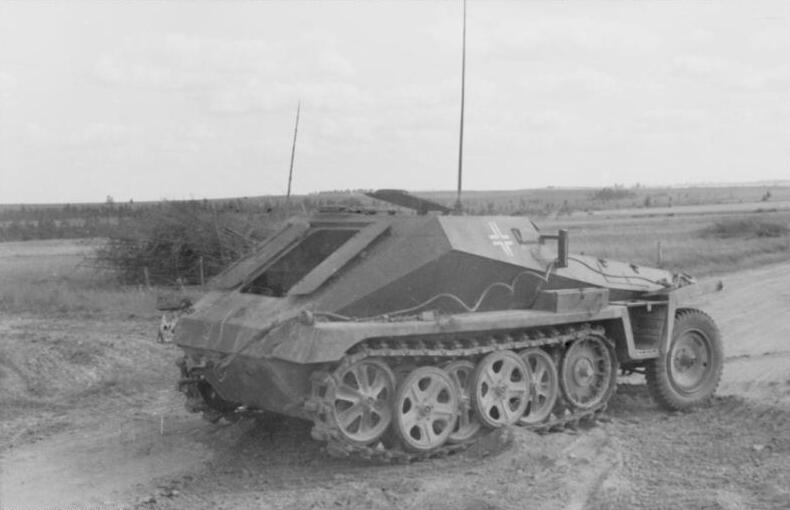
东线的一辆Sd.Kfz. 252

Sd.Kfz. 252的设计基于Sd.Kfz. 250半履带车，并使用同款底盘。1940年6月至12月由德马格和韦格曼负责生产。1941年1月至9月则由德意志造船厂负责生产，一共制造了413辆。
主要用途是为突击炮部队运输弹药，在东西线皆有使用。为了增加弹药运载能力，使用Sd.Ah. 32/1（Sonder-Anhänger 32/1） 拖车，可以额外运载36枚75毫米炮弹。法国战役期间，第640和659突击炮连使用了Sd.Kfz. 252。在东线，使用者为第184、190和210突击炮营。
1941年之后停止生产，被Sd.Kfz. 250/6半履带车取代。